# Slag bij Poison Spring
De slag van Poison Spring vond plaats op 18 april 1864 in Ouachita County Arkansas tijdens de Amerikaanse Burgeroorlog.
Wegens bevoorradingsproblemen diende de Noordelijke generaal-majoor Frederick Steele foerageurs uit te sturen in de omgeving van Camden. Uit inlichtingenrapporten wist Steele dat 30 km verderop bij White Oak Creek een grote Zuidelijke graanopslagplaats lag. De Noordelijken bereikten White Oak Creek zonder problemen. Ze laadden hun karren vol met het kostbare graan. Op 18 april vatte kolonel James M. Williams de terugtocht aan naar Camden. Williams werd in een hinderlaag gelokt en aangevallen door de Zuidelijke cavalerie onder leiding van brigadegeneraal John S. Marmaduke en brigadegeneraal Samuel B. Maxey.
De Zuidelijken vielen de Noordelijken aan in de voor- en achterhoede. De Noordelijken werden tot de terugtocht gedwongen in een moeras. Daar hergroepeerden ze de restanten en trokken zich terug naar Camden. De Noordelijken verloren 198 karren en al het buitgemaakte graan plus 301 soldaten. De Zuidelijken verloren 114 soldaten. Veel van de Noordelijke gesneuvelden maakten deel uit van het 1st Kansas Colored Infantry die uit wraak gedood werden.